# نبرد فانو
نبرد فانو یا نبرد فانوم فورتونا در ژانویهٔ سال ۲۷۱ میلادی بین ارتش امپراتوری روم به فرماندهی اورلیان و نیروهای آلامانی در نزدیکی فانو در ایتالیا روی داد.

## رویداد
اورلیان، امپراتور وقت روم که کمی پیشتر در ژانویهٔ ۲۷۱ در نبرد پلاچنتیا از آلامانی‌ها شکست خورده بود، بار دیگر نیروهایش را سازماندهی نمود و به تعقیب آلامانی‌هایی پرداخت که پس از پیروزیشان به‌شتاب به‌سوی شهر بی‌دفاع رم سرازیر شده بودند. سپاهیان روم در نزدیکی رود متاروس در فانو به دشمن رسیدند و طرفین بار دیگر با یکدیگر درگیر شدند. در طی این نبرد رودخانه همچون سدی در برابر آلامانی‌ها عمل می‌کرد و بسیاری از آنان به داخل آب‌های آن افتاده و غرق شدند.
این جنگ سرانجام با پیروزی رومیان به پایان رسید.